# 小行星6306
小行星6306（英語：6306 Nishimura）是一颗围绕太阳公转的小行星。1989年10月30日，杉江淳在Dynic发现了此天体。
这颗小行星的绝对星等为351.9231515818443等。